# Pentagramma minore
Pentagramma minore är en insektsart som beskrevs av Crawford 1914. Pentagramma minore ingår i släktet Pentagramma och familjen sporrstritar. Inga underarter finns listade i Catalogue of Life.